# Robert Drakogiannakis
Robert Drakogiannakis (* 20. November 1966) ist ein deutscher Musiker, Sänger, Songwriter, Maler und Musikproduzent.

## Leben
Als Sohn griechisch-deutscher Eltern wuchs er in Bergisch Gladbach auf. Heute lebt er mit Bandkollegin Annick Manoukian in Mülheim.

## Karriere
Bekannt wurde er 2003 als Gründungsmitglied und Frontmann der Kölner Indie-Punk-Band Angelika Express. Nach der vorläufigen Auflösung der Band 2005 gründete er das Elektro-Pop Duo Planetakis. 2008 rief Drakogiannakis Angelika Express mit neuer Besetzung zurück ins Leben. Seit 2009 wirkt er bei der französischsprachigen Band Les Choc Chocs als Gitarrist und Produzent mit.
2005 gründete Drakogiannakis das Plattenlabel Peng Musik. 2008 initiierte Drakogiannakis die „Angelika Aktie“, die von Fans und Investoren gekauft wurde. So konnte das damals kommende Album „Goldener Trash“ finanziert werden.
Als Produzent nutzt Drakogiannakis gelegentlich die Pseudonyme Tante Angelika oder Vodka Onassis.

## Weitere Arbeitsfelder
Zusätzlich zur Musik ist Drakogiannakis als freier Künstler tätig. Einige seiner Gemälde sind auf dem Umschlag und im Booklet des Albums „Die dunkle Seite der Macht“ (2010) und „Die dunkle Seite der Macht (Zweiter Teil)“ (2011) abgebildet.
Für das Angelika Express-Album „Die feine englische Art“ fertigte er eine Sonderedition als „Angelika-Box“ an, einer einzeln per Siebdruck bedruckten Kartonbox, die neben der CD eine Vinyl-LP „Die feine französische Art“ als „Songwriter-Version“ und eine MC „Die feine griechische Art“ als „Adrenalin-Version“ des Albums, zu jedem Song einen großformatigen Artprint eines eigens für die Box erstellten Drakogiannakis-Gemäldes und ein Booklet mit Songtexten, Gitarrenakkorden und Bandfotos im LP-Format enthielt.
Außerdem arbeitet Drakogiannakis als Gestalter und Videodesigner.

## Diskografie

### Angelika Express

#### Alben
- Angelika Express (2003)
- Alltag für alle (2004)
- Pornographie: Eine Nacht mit Angelika Express im Gleis 22 (Live-Album, 2005)
- Goldener Trash (2009)
- Die dunkle Seite der Macht (2010)
- Die dunkle Seite der Macht (zweiter Teil) (2011)
- Die feine englische Art (2012)
- Tantenmaschine (2014)
- ALKOHOL (2016)
- Letzte Kraft Voraus (2017)
- Positiver Stress (2021)

#### EPs
- Ich bin kein Amerikaner (2003)
- Phantome (2004)
- Was wollt ihr alle? (2008)
- Hände hoch (2010)
- Besoffen im Park (2014)

#### Singles
- Geh doch nach Berlin (2003)
- Eigentlich, eigentlich (2003)
- Nimm mich mit (2004)
- Rock Fucker Rock (2004)
- Was wollt ihr alle (2008)
- Dich gibt’s nicht (2009)
- CDU und du / Christin (Doppelsingle) (2011)
- Rekordversuch (2012)
- Matt Damon (2013)
- Hangover Annelore (Konterbier Mix) (2015)
- Du bist kaputt (2015)
- Für dich (2016)
- Kurze oder Longdrinks? (2016)

### Planetakis

#### Alben
- Beautiful Today (2006)
- Out Of The Club Into The Night (2007)

#### EPs
- Beautiful Today 6 Track EP (2005)

#### Singles
- Pogo In The Shoes Of Kylie Minogue (2007)

## Ausstellungen
- 2.–24. April 2011: Necessary Evil (Galerie Frei, Köln)
- 8.–29. Oktober 2011: The History Of Punk (Jack In The Box, Köln)
- 20. Juni 2012: Die feine englische Art (Oberhafenkantine, Hamburg)
- 7.–9. Juni 2014: Beatniks (Atelier Kunst-Moment, Berlin)